# Künstlerzeitschrift
Eine Künstlerzeitschrift ist – im Unterschied zur üblichen Zeitschrift – eine von Künstlern gestaltete, zumeist international und multimedial ausgerichtete Form eines periodisch erscheinenden Magazins in limitierter Auflage mit signierten und nummerierten originalen Arbeiten, oft als Kunstschachtel oder handfadengebundene Ausgabe ediert. 
Typische Techniken sind Aquarell, Bleisatz, Collage, Computergrafik, Holzschnitt, Linolschnitt, Mischtechnik, bearbeitete Photokopie u. a. Die Offenheit für die verschiedensten dichterischen und künstlerischen Ausdrucksformen sind herausragendes Merkmal der grundsätzlich avantgardistisch und experimentell ausgerichteten Künstlerzeitschrift.
In Deutschland zählen Hartmut Andryczuk (Hybridenland), Theo Breuer, (Edition YE), Guillermo Deisler (UNI/vers(;)), Dirk Fröhlich, (Spinne), Gerhild Ebel (miniature obscure), Karl-Friedrich Hacker (el mail Tao), Claudia Pütz (PIPS – Zeitschrift für Unkommerz) und Uwe Warnke (Entwerter/Oder) zu den grundsätzlich experimentierfreudigen Herausgebern von Künstlerzeitschriften. 
Wie das verwandte Künstlerbuch entstehen Künstlerzeitschriften oft im Umfeld der Mail Art.